# Roy Marsden
Pour les articles homonymes, voir Marsden.
Roy Marsden (né le 25 juin 1941 à Stepney, Londres) est un acteur britannique. Il est surtout connu pour avoir joué le rôle de Adam Dalgliesh dans les adaptations des nouvelles de Phyllis Dorothy James faites par la chaîne ITV. 

## Biographie
Au début des années 1960, Marsden travaille avec la Royal Shakespeare Company et participe à plusieurs pièces d'Anton Tchekhov, Henrik Ibsen et Alexandre Vampilov.

## Filmographie
- Le Piège infernal (1977) ;
- Death of an Expert Witness (1983) ;
- Shroud for a Nightingale (1984) ;
- Cover Her Face (1985) ;
- The Black Tower (1985) ;
- A Taste for Death (1988) ;
- Devices and Desires (1991) ;
- Unnatural Causes (1993) ;
- A Mind to Murder (1995) ;
- Original Sin (1997) ;
- A Certain Justice (1998) ;
- Allan Quatermain et la pierre des ancêtres (King Solomon's Mines) (2004) (TV) ;
- L'Île mystérieuse (Mysterious Island) (2005) (TV);
- 2008: The Palace  : Sir Iain Ratalick
- Margaret (2009) (TV).